# Dune (gioco da tavolo)
Dune è un gioco da tavolo edito nel 1979 da Avalon Hill e ideato da Bill Eberle, Jack Kittredge e Peter Olotka, ambientato nel mondo fantascientifico del romanzo omonimo Dune di Frank Herbert.

## Storia editoriale
Gli autori che sono dietro il gioco si riconoscono nel gruppo di game designer Future Pastimes, il medesimo laboratorio che aveva precedentemente ideato e pubblicato Cosmic Encounter nel 1977, produzione indipendente di enorme successo. Forti del riconoscimento che questo titolo gli aveva procurato, presentarono alla Avalon Hill, casa editrice specializzata in wargame e giochi di strategia, Tribute, un gioco di strategia ambientato durante l'impero romano; la casa di produzione aveva, però, acquisito precedentemente i diritti di Dune ed era intenzionata a far uscire un gioco con quel titolo: fu deciso, quindi, di riadattare Tribute al romanzo di Frank Herbert.
Nel 1979 uscì quindi la prima edizione del gioco, le cui immagini della scatola (la wurm box), del regolamento e della componentistica erano state disegnate da Chris White basandosi sul solo romanzo, non essendo all'epoca ancora uscito il film.
Nel 1984 uscì una seconda edizione: l'arrivo del film kolossal Dune di David Lynch di quell'anno suggerì alla Avalon Hill di proporre il medesimo gioco, ma in una nuova scatola che ricordasse maggiormente il film appena uscito nelle sale (definita The Sting Cover a causa della decisione di porre in copertina un Feyd Rautha molto somigliante al suo interprete cinematografico). Nello stesso anno uscirono due espansioni inedite, Spice Harvest e The Duel, distribuite dalla stessa Avalon Hill.

### Espansioni
Spice Harvest venne distribuito nel 1984. Per 3-6 giocatori, è in realtà un pre-gioco nel quale differenti fazioni lottano per il controllo del mercato della Spezia. Il risultato di questa pre-partita influisce sulla configurazione iniziale del gioco vero e proprio, ovvero sul controllo del pianeta Arrakis. Include nuove Carte Tradimento.
The Duel, uscito sempre nel 1984, aggiunge gettoni leader alle varie fazioni e una plancetta circolare secondaria dove svolgere combattimenti individuali. Questi si svolgono anche con nuove carte per il movimento e l'attacco. Include nuove Carte Tradimento.
La rivista specialistica The General, voce della stessa Avalon Hill, ha inoltre ospitato nelle sue pagine dagli anni ottanta in poi alcune varianti del regolamento: Dual Player Dune (nel volume 18, numero 1, maggio-giugno 1981), Reviving the Ghola. A variant on the Bene Tleilaxu in Dune (nel volume 18, numero 5, gennaio-febbraio 1982), The Lansraad Manuever (nel volume 26, numero 1, maggio-giugno 1989), Grand Dune. The 9-Player Variant e Contracting the expansion (entrambe nel volume 32, numero 1, maggio-giugno 1995). Altre riviste han fatto altrettanto, tra cui The VIP of Gaming Magazine e il suo Dune Variant Card (sul numero di febbraio-marzo 1986).

### Altri giochi
Nel 1993 la casa editrice Jeux Descartes pubblicò una versione in francese del gioco con entrambe le espansioni contenute all'interno e una nuova grafica. Nello stesso anno il gioco ottenne la nomina al Golden Ace, il premio del Cannes Festival International des Jeux. Costituisce l'unica traduzione del gioco.
In anni più recenti la casa editrice statunitense Fantasy Flight Games tentò di rilanciare il gioco, annunciando la ristampa di Dune prevista per l'inverno 2008. In realtà riuscì ad acquistare la sola licenza del sistema di gioco e non quella del romanzo: Brian Herbert, figlio di Frank Herbert, rifiutò di concedere i diritti; rimase inamovibile anche a una petizione del 2007 a lui indirizzata perché cambiasse idea (i fan avevano raccolto 3300 firme). La Fantasy Flight decise comunque di portare avanti la pubblicazione del gioco, il quale fu quindi riadattato all'ambientazione di Twilight Imperium, un altro suo gioco di punta: nacque così Rex: Final Days of an Empire.

## Dinamiche di gioco
Ogni giocatore (da 2 a 6) assume la gestione di una fazione politica tra le sei a scelta: gli Atreides, gli Harkonnen, l'Imperatore, le Bene Gesserit, la Gilda Spaziale e i Fremen. Ognuna di esse ha a disposizione venti unità di combattimento, cinque leader di differente punteggio forza e determinate peculiarità di fazione.
Il pianeta Arrakis è riprodotto sulla plancia in un globo diviso in sezioni radiali (che determinano le aree colpite dalla tempesta) e suddiviso in territori sabbiosi, terreni rocciosi e cinque fortezze: i primi sono necessari alla raccolta della Spezia, ma anche spesso invasi da Vermi delle sabbie, i secondi offrono un riparo dalle tempeste e le terze avvantaggiano i movimenti (oltre che a essere necessarie alla vittoria).
La sequenza di ogni turno vede:
1. l'avanzata della tempesta e l'eventuale morte delle truppe colte allo scoperto;
2. il ritrovamento di un nuovo giacimento di Melange in un'area sabbiosa o l'arrivo di un Verme in un giacimento precedentemente affiorato;
3. l'asta cieca delle carte Tradimento;
4. lo sbarco per ogni fazione delle navicelle dallo spazio su un terreno a propria scelta, il cui costo è pagato in Melange al giocatore che detiene la Gilda Spaziale (eccetto i Fremen che si trovano già sul pianeta);
5. lo spostamento di una truppa di terra ad un'area adiacente (o di tre, se si possiede gli ornitotteri), il cui costo è pagato in Melange al giocatore che detiene l'Imperatore;
6. la risoluzioni di eventuali conflitti nelle aree dove sono presenti contemporaneamente due fazioni non alleate: si svolgono con un confronto dei punti dati dal numero di truppe impiegate in battaglia aggiunti al punteggio del leader e ad eventuali bonus delle Carte Tradimento. Può influire sul risultato del combattimento anche la presenza di un proprio Traditore (scelto a inizio partita) nelle file avversarie. A fine combattimento il perdente dovrà eliminare tutte le sue truppe sul territorio conteso, il vincitore solo quelle che sono state ingaggiate nello scontro.

Vince la fazione che riesce ad affermare il proprio controllo sul pianeta Arrakis, controllandone tre fortezze, da soli o in alleanza. Vi sono, però, altre condizioni di vittoria possibili legate alle peculiarità delle fazioni (ad esempio le Bene Gesserit vincono se la loro predizione iniziale sul vincitore si rivela corretta, i Fremen se al 15º turno nessuno si è impossessato di tre fortezze, ecc.).